# بخش باژو
بخش باژو (به لاتین: Bazhou District) یک منطقهٔ مسکونی در چین است که در باژانگ واقع شده‌است. بخش باژو ۱٬۳۵۹ کیلومتر مربع مساحت و ۱٬۳۶۰٬۰۰۰ نفر جمعیت دارد و ۳۹۲ متر بالاتر از سطح دریا واقع شده‌است.